# Le Rendez-vous des quais
Le Rendez-vous des quais és una pel·lícula francesa dirigida per Paul Carpita entre 1950-1953 sobre la vaga dels estibadors de 1949-1950 a Marsella. Després d'una primera presentació el 1955 que va ser prohibida, la pel·lícula es va estrenar pacíficament el 1990.

## Argument
A principis dels anys 1950, a Marsella, dos joves amants, Robert i Marcelle, que volen casar-se, busquen en va allotjament perquè encara s'allotgen amb els seus respectius pares. Robert és un estibador mentre que la Marcelle és una treballadora d'una fàbrica de galetes. Robert, en negar-se a unir-se al grup sindical del seu germà, serà víctima d'un manipulador. Aquest últim, prometent-li un allotjament, el portarà als límits del compromís quan els estibadors i els treballadors es declarin en vaga per manifestar-se contra la guerra d'Indoxina.

## Repartiment
- André Abrias : Robert Fournier (sota le pseudònim « André Maufray »)
- Jeanine Moretti : Marcelle
- Roger Manunta : Jean Fournier
- Rose Dominiquetti : Mère Fournier
- Albert Manach : Jo
- Georges Pasquini : Toine
- Florent Muñoz : Nique
- Annie Valde : Simone, esposa de Jean
- Yolande Marchand : Petite Danielle
- Andrée Biancheri : Liliane, l'amiga de Marcelle
- Louisette Cavolino : L'amiga de Toine
- Albert Carmiliani : Fred

## Producció
- "André Maufray" va ser un pseudònim pres per André Abrias durant el rodatge de la pel·lícula entre 1950 i 1953. Prohibida aquesta pel·lícula en el context de la guerra d'Indoxina, va preferir prendre aquest pseudònim per por als problemes posteriors que podria haver trobat en la seva carrera com a professor.
- Després de la seva prohibició el 1955, aquesta pel·lícula, que es creia perduda,[1] i fou estrenada novament el 1990.[2]